# Aptychonitis
Aptychonitis là một chi bọ cánh cứng thuộc họ Scarabaeidae.